# Úny
Úny község Komárom-Esztergom vármegyében, az Esztergomi járásban.

## Fekvése
Úny a Dunántúl északkeleti szögletében elhelyezkedő Dunazug-hegyvidékhez tartozó Gerecse hegység Gete csoportjának délkeletre húzódó löszborította dombsági tájának déli szegélyén, az Únyi-patak egyik ágát, a diósi ágat vezető völgyben húzódik meg.
A község Esztergomtól déli irányban 19 kilométerre, Budapesttől északnyugatra 35 kilométerre, a megyeszékhelytől, Tatabányától keletre 45 kilométerre, Dorogtól délre 11 kilométerre fekszik.
Közvetlen településszomszédai: északnyugaton Dág 2,5 kilométerre, délnyugaton Máriahalom 2,5 kilométerre, délkeleten Tinnye 4 kilométerre, északkeleten Pilisjászfalu 4,5 kilométerre helyezkedik el.
A településen a Dorog és Tinnye közötti 1106-os út halad végig, amelyből itt ágazik ki Máriahalom, Epöl és Bajna irányába az 1122-es út.

## Története
A régészeti leletek arra utalnak, hogy az őskortól lakott hely volt Úny és környéke: rézkori, bronzkori, kora vaskori cserepek egyaránt előkerültek. A Baráthegyi-dűlőben római és Árpád-kori lakóházat és gödröket találtak. A régészeti leletek az esztergomi Balassa Bálint Múzeumban láthatóak.
Figyelemre méltó négy nemesi kúriája, amelyek megőrizték eredeti állapotukat. Érdemes megtekinteni a Deák Ferenc u. 22. sz. alatti, 200 éves lakóházat, amely hűen tükrözi a kor paraszti lakóház-modelljét.
A község hosszú időn keresztül a közbirtokosoké volt, így katolikus temetőjében több Esztergom vármegyei jeles család síremléke, sírköve megtekinthető. Ugyancsak értékesek az Öregtemető és a zsidó temető megmaradt sírkövei.
Érdekes élményt jelent a „község polihisztora”, Varga László ásvány és kőzet magángyűjteményének a megtekintése.
A település határában néhány régi pince a korábbi szőlőkultúrára és gyümölcstermesztésre (szilva, körte) emlékeztet. A Tabán felett és a Rezső-hegyen telepített akácos, valamint feketefenyő erdők vannak. A Páskomban és a Rezső-hegyen erdősztyeppés liget található. A patakvölgyek mélyebb részét nádas borítja és fűzfabokrok kísérik.

## Közélete

### Polgármesterei
- 1990–1994: Balázs József (független)[3]
- 1994–1998: Pósfai József (független)[4]
- 1998–2002: Pósfai József (független)[5]
- 2002–2006: Pósfai József (független)[6]
- 2006–2010: Pósfai József (független)[7]
- 2010–2014: Pósfai József (független)[8]
- 2014–2019: Pósfai József (független)[9]
- 2019–2024: Pósfai József (független)[10]
- 2024– : Czakó János (független)[1]

## Népesség
A település népességének változása:
| Lakosok száma | 673  | 668  | 685  | 683  | 739  | 748  | 728  |
|               | 2013 | 2014 | 2015 | 2021 | 2022 | 2023 | 2024 |

A 2011-es népszámlálás során a lakosok 90%-a magyarnak, 0,4% görögnek, 1,6% németnek, 0,7% románnak, 0,3% szlováknak mondta magát (10% nem nyilatkozott; a kettős identitások miatt a végösszeg nagyobb lehet 100%-nál). A vallási megoszlás a következő volt: római katolikus 35,2%, református 17%, evangélikus 0,1%, görögkatolikus 1,3%, izraelita 0,3%, felekezeten kívüli 17,4% (25,7% nem nyilatkozott).
2022-ben a lakosság 91,1%-a vallotta magát magyarnak, 0,7% németnek, 0,4% cigánynak, 0,1-0,1% románnak, görögnek és szlováknak, 3,8% egyéb, nem hazai nemzetiségűnek (8,9% nem nyilatkozott; a kettős identitások miatt a végösszeg nagyobb lehet 100%-nál). Vallásuk szerint 21,2% volt római katolikus, 13% református, 1,4% görög katolikus, 0,5% evangélikus, 0,1% izraelita, 1,4% egyéb keresztény, 0,8% egyéb katolikus, 21% felekezeten kívüli (40,2% nem válaszolt).

## Nevezetességei
- 1794-ben emelt református templom, amely késő barokk stílusban épült. 1931-ben toronnyal egészült ki.
- A katolikus templom a maga nemében egyedülálló, hiszen középkori alapokkal rendelkezik, s egy ideig a reformátusoké volt.
- Bozay-kúria
- Chlebovits-kúria
- Valovits-kúria

## Képgaléria

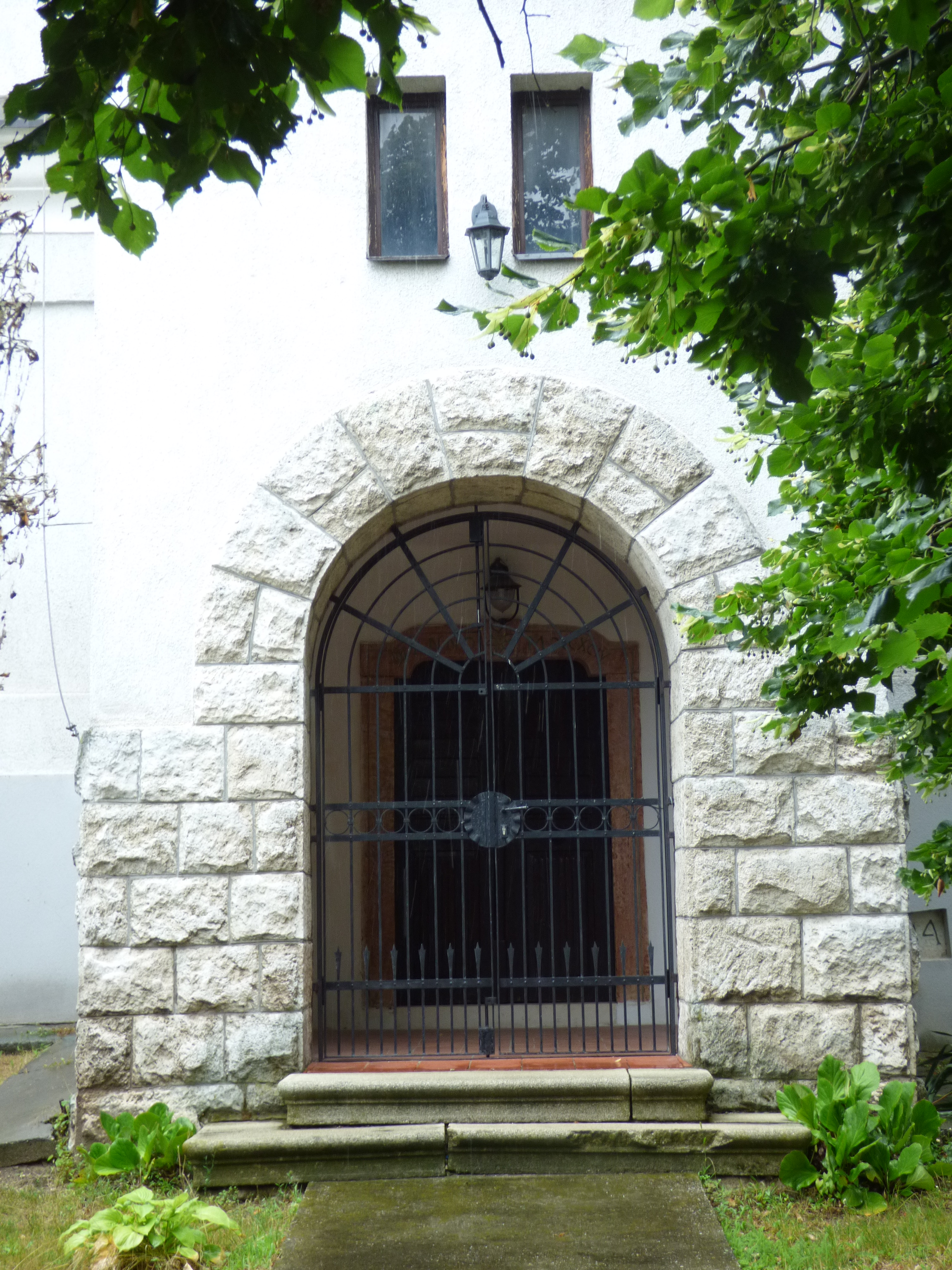
Az únyi református templom bejárata
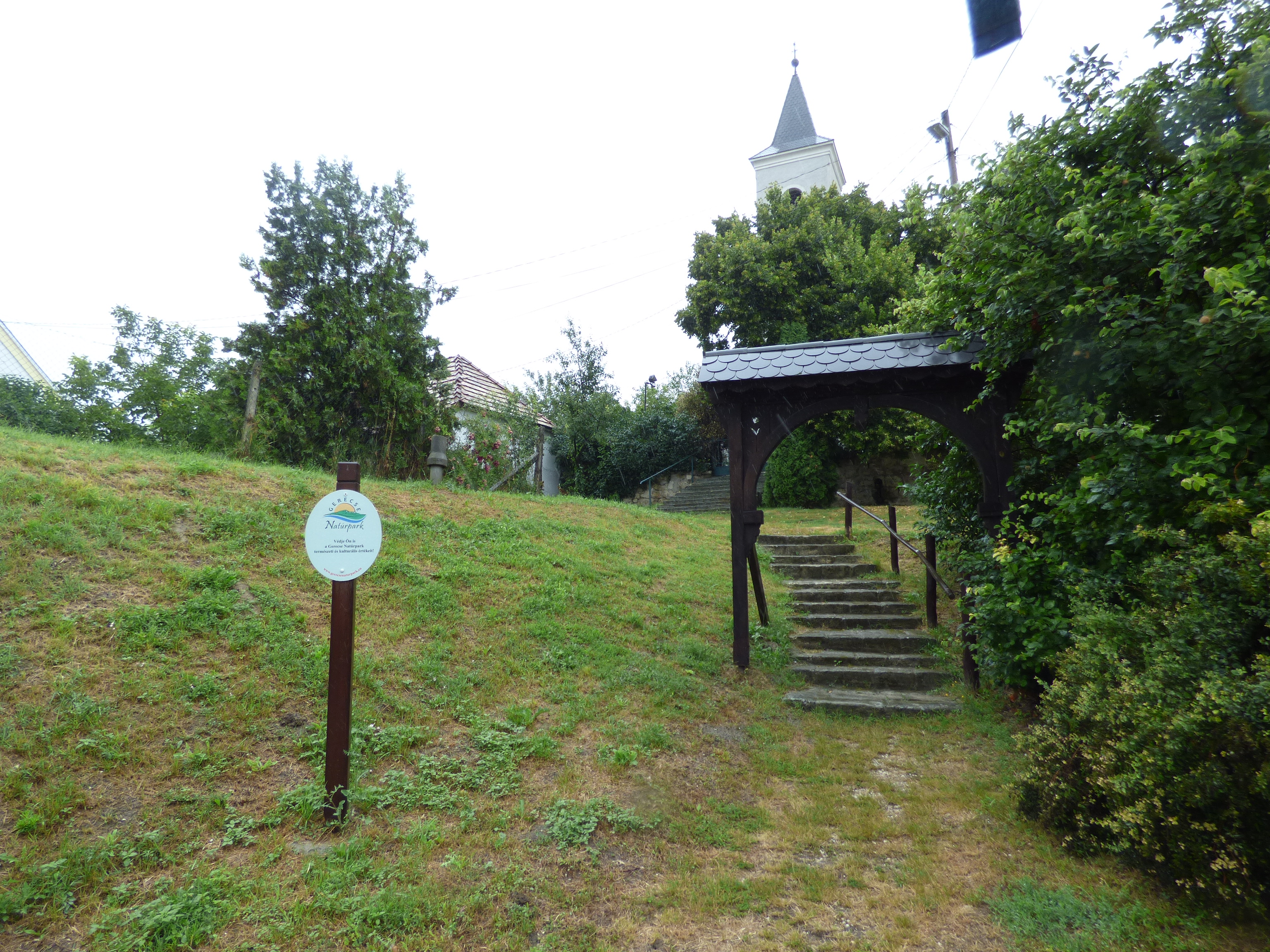
Információs táblák az únyi református templom előtt
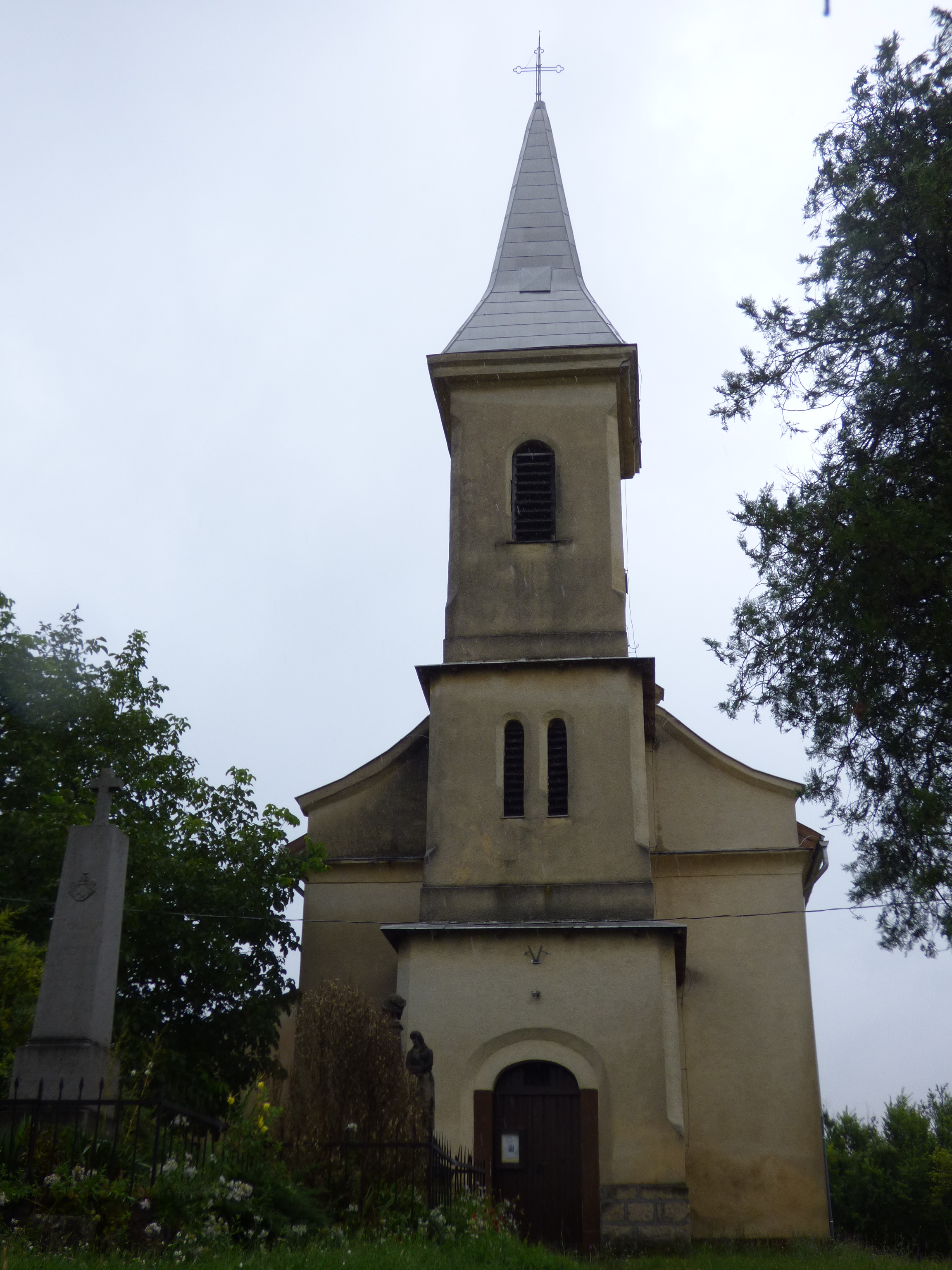
Az únyi katolikus egyházközség Szent Mihály-temploma
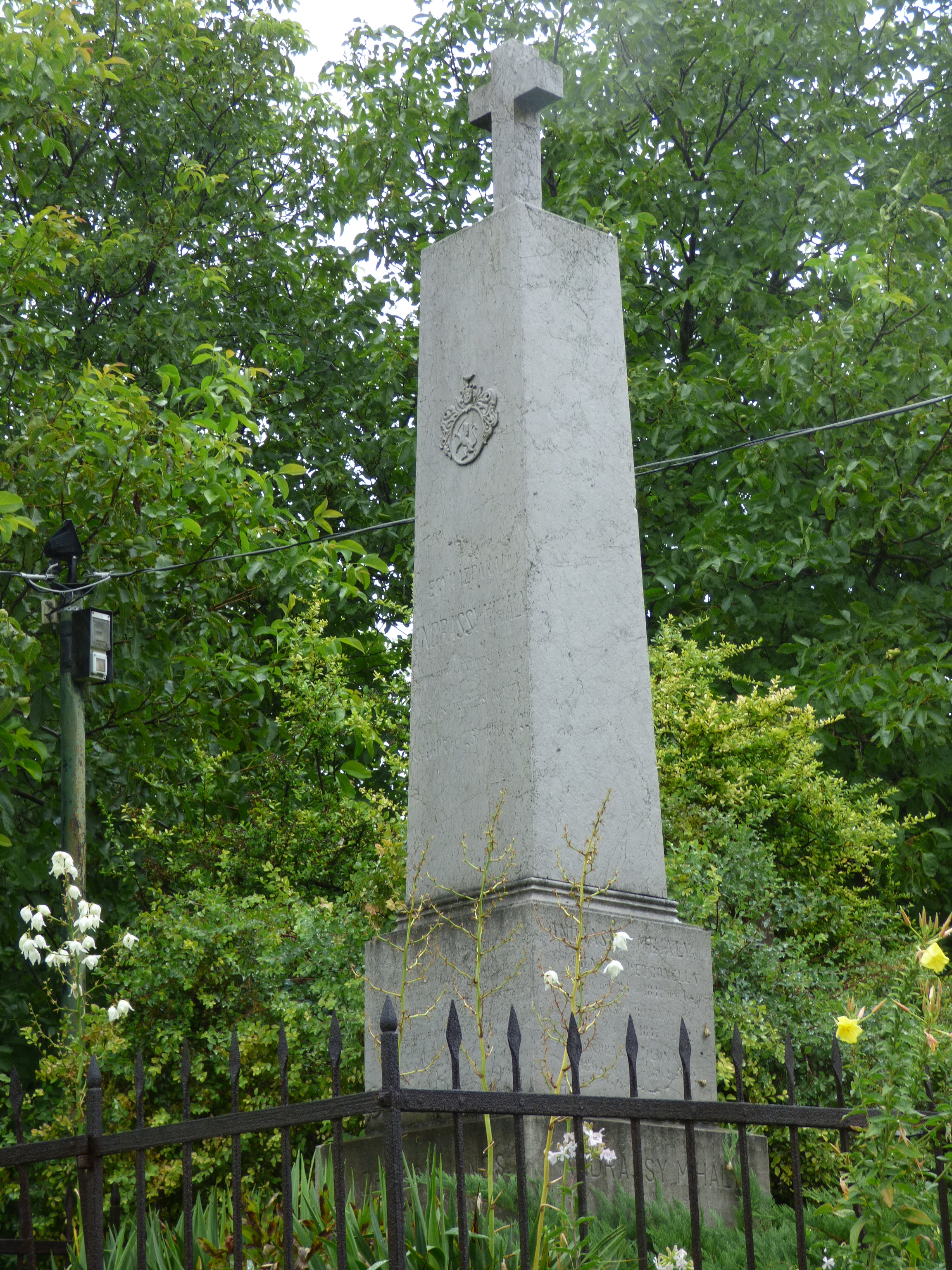
Emlékmű az únyi katolikus temetőben
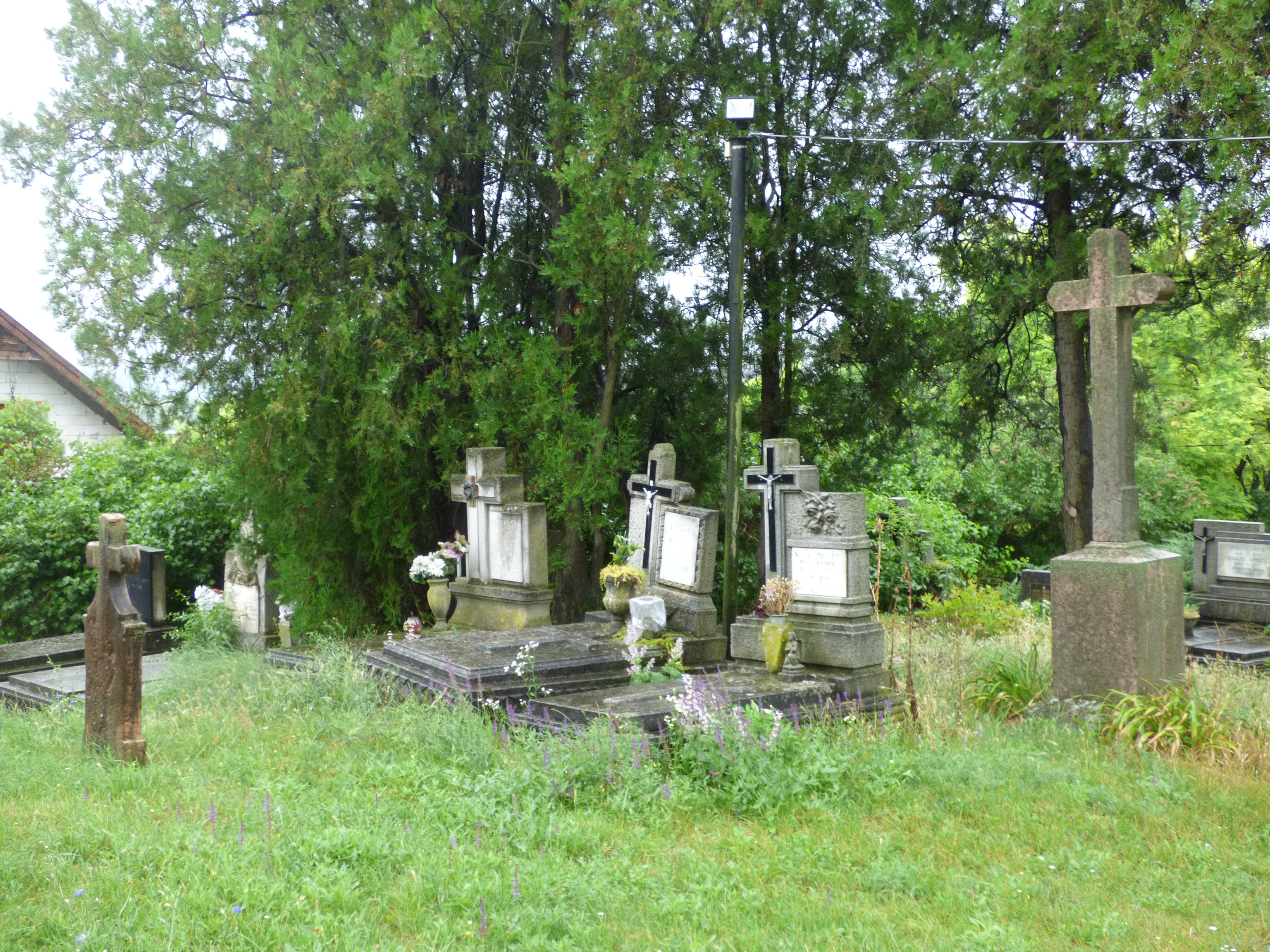
Papi sírok az únyi katolikus temetőben